# Capela da Senhora do Bom Sucesso
A Capela da Senhora do Bom Sucesso localiza-se na freguesia de Válega, cidade e concelho de Ovar, distrito de Aveiro, em Portugal.

## História
Acredita-se que a sua construção remonte aos anos finais do século XVII. Está datada de 1721, tendo sido edificada numa época posterior à da construção da casa, conforme inscrição epigráfica na parede lateral direita do seu interior, a qual informa ainda que o seu instituidor foi o capitão João Vaz Correia,  e a obrigação de rezar anualmente sessenta missas, cujas intenções eram assim divididas:
- vinte pelo capitão que ergueu a capela;
- trinta pelos instituidores do vínculo (o que ocorreu em 1730); e
- dez por pais e irmãos.

Reza a tradição que a capela foi edificada com o objectivo de impedir a filha do capitão de sair de casa, confiando-a a uma regime de clausura de grande rigor, comunicando com a capela através de uma janela do lado do Evangelho (Op. cit., p. 85).
Com a extinção desta família, a casa e a capela conheceram outros proprietários, sendo posteriormente transformada em Casa do Povo. De acordo com o Processo de Classificação, aquando da adaptação do imóvel a esta função, a casa foi objecto de profunda intervenção, que respeitou, todavia, a volumetria e alçados originais, sob projecto do arquitecto Januário Godinho, cuja memória descritiva data de 1981.
Encontra-se classificado como Imóvel de Interesse Municipal pelo Edital nº 8/2005, de 24 de janeiro de 2005, publicado em 9 de fevereiro de 2005.
Em nossos dias alberga o Museu Etnográfico.

## Características
A capela encontra-se adossada a uma casa de pavimento único, com a qual comunica interiormente.
A fachada principal apresenta uma organização simétrica na abertura dos vãos, todos eles de linhas rectas, com o portal a eixo, ladeado por dois pares de janelas de avental rectangular.
A capela insere-se numa das extremidades do alçado principal, dando-lhe continuidade. A fachada do templo é delimitada por pilastras nos cunhais, coroadas por pináculos, que enquadram o frontão triangular que remata o conjunto. Ao centro abre-se o portal, de verga recta com frontão circular, flanqueado por duas janelas de frontão em arco canopial. No interior, há a destacar o tecto de madeira em caixotões e o retábulo de talha dourada e polícroma.
No pavimento encontramos três lápides, uma das quais do próprio fundador, João Vaz Correia, datada de 1728, e outras duas de Mariana de Jesus, de 1730 e Ana Maria Soares de Almeida, de 1742. Desconhece-se a identidade das duas senhoras aqui sepultadas, mas seriam certamente familiares do primeiro proprietário.